# Luiz Fernando Lisboa

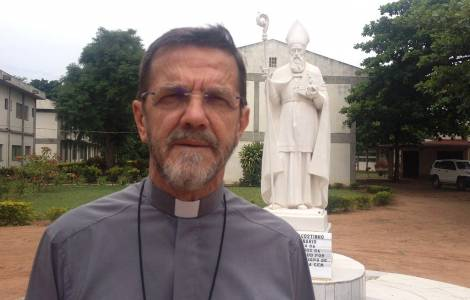
Luiz Fernando Lisboa, 2020

Luiz Fernando Lisboa CP (* 23. Dezember 1955 in Marques de Valença, Brasilien) ist ein brasilianischer Ordenspriester und römisch-katholischer Bischof von Cachoeiro de Itapemirim.

## Leben
Lisboa trat der Ordensgemeinschaft der Passionisten bei und legte am 23. Januar 1977 die Profess ab. Am 10. Dezember 1983 erhielt er die Priesterweihe. Später zog er nach Mosambik und wurde Generalvikar des Bistums Pemba.
Papst Franziskus ernannte ihn am 12. Juni 2013 zum Bischof von Pemba. Die Bischofsweihe spendete ihm der Bischof von Xai-Xai, Lucio Andrice Muandula, am 24. August desselben Jahres; Mitkonsekratoren waren der Erzbischof von Aparecida, Raymundo Kardinal Damasceno Assis und der Bischof von Osasco, Ercílio Turco. Die Amtseinführung im Bistum Pemba fand am 14. September 2013 statt.
Ab 2018 war er Generalsekretär der mosambikanischen Bischofskonferenz und koordinierte deren Abteilung für soziale Fragen.
Am 11. Februar 2021 ernannte ihn Papst Franziskus zum Bischof von Cachoeiro de Itapemirim. Gleichzeitig verlieh er ihm den persönlichen Titel eines Erzbischofs. Die Amtseinführung fand am 20. März desselben Jahres statt.